# Zack Snyder's Justice League
Zack Snyder's Justice League, conegut com a "Snyder Cut", és una versió del director de la pel·lícula de superherois de 2017 Justice League, la cinquena pel·lícula de l'univers estès de DC (DCEU) basada en l'equip de superherois de DC Comics del mateix nom, tal com el director Zack Snyder l'hauria feta abans que n'abandonés la producció i fos substituït per Joss Whedon. Aquesta versió original del primer director té una duració de 4 hores que inclouen els canvis anteriors al reemplaçament de Snyder per l'estrena de Lliga de la Justícia (2017).
Té un repartiment coral que inclou Ben Affleck, Henry Cavill, Amy Adams, Gal Gadot, Ezra Miller, Jason Momoa, Ray Fisher, Jeremy Irons, Diane Lane, Connie Nielsen i J. K. Simmons. La pel·lícula segueix la Lliga de la Justícia mentre intenten salvar el món de l'amenaça catastròfica de Steppenwolf i el seu exèrcit de paradimonis. Es va estrenar en 2021 a HBO.

## Premissa
Fa cinc mil anys, Darkseid i la seva legió de Parademonis van intentar conquerir la Terra utilitzant les Caixes Mare. L'intent va ser frustrat per una aliança unificada d'Antics Déus, Amazones, Atlantes, Homes i un Llanterna Verda, i les Caixes Mare van ser deixades enrere involuntàriament durant la seva retirada. Després de la batalla, les Caixes van ser amagades en diferents llocs, custodiades per les Amazones, els Atlantes i els Homes, respectivament. Al present, la mort de Superman desencadena la reactivació de les Caixes, atraient a la Terra Steppenwolf, oncle i lloctinent de Darkseid caigut en desgràcia. Steppenwolf pretén recuperar el favor de Darkseid reunint les caixes per formar "la Unitat", que transformaria la Terra a semblança del seu món Apokolips.

## Diferències amb la versió cinematogràfica
Hi ha moltes diferències entre Justice League i Zack Snyder's Justice League. Mentre que el marc bàsic de la història és el mateix, dotzenes d'escenes addicionals, trames secundàries, mitologia, elements de construcció del món, nous personatges i introduccions a les pel·lícules futures són presents en la versió de Snyder però no en la versió de 2017.
Zack Snyder's Justice League no inclou cap escena rodada per Whedon. Snyder també ha dit que la seva versió de Justice League està situada en una diferent continuïtat que la de Whedon. L'agost de 2020, Jason Momoa va confirmar que la pel·lícula de James Wan Aquaman (2018) succeïa just després de Zack Snyder's Justice League i no de la versió de Whedon.